# Holzbrücke Bad Säckingen
Die Holzbrücke Bad Säckingen verbindet die deutsche Stadt Bad Säckingen mit der Gemeinde Stein in der Schweiz (in Stein als Holzbrücke über den Rhein bezeichnet).  Mit ihren 203,7 Metern (mit Vordächern 206,5 Meter) ist sie die längste gedeckte Holzbrücke Europas. Damit ist sie länger als die Luzerner Kapellbrücke, die 202,9 Meter (mit Vordächern 204,7 Meter) lang ist. Die Brücke gehört zur Liste der Kulturgüter von nationaler Bedeutung im Kanton Aargau.

## Geschichte

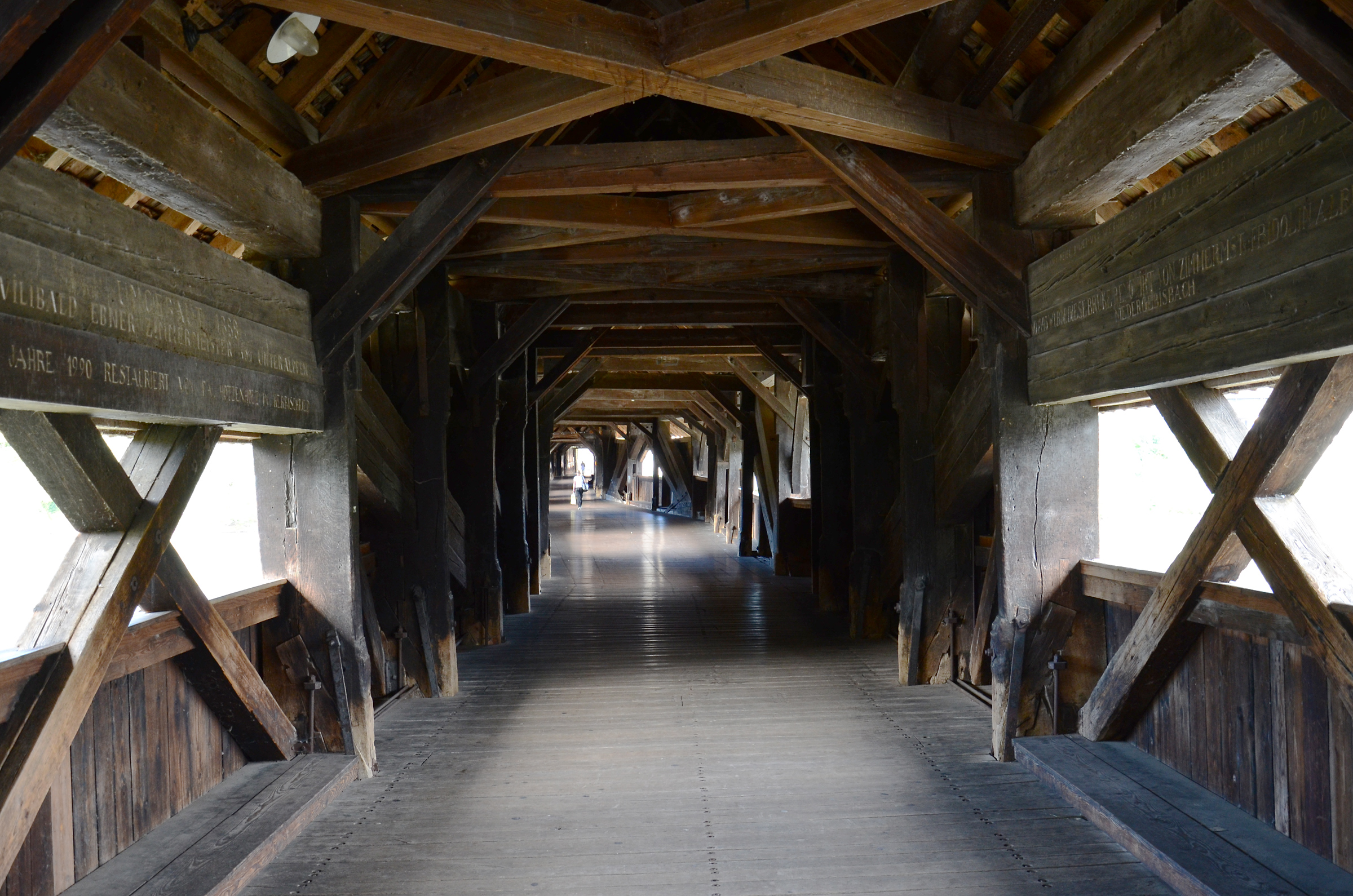
Blick auf die Holzkonstruktion

Die Holzbrücke ist in den Colmarer Annalen aus dem Jahr 1272 erstmals urkundlich erwähnt und bestand damals aus zwölf hölzernen Pfeilern. Nach unbestätigten Vermutungen existierte an dieser Stelle bereits 200 Jahre zuvor eine Verbindung über den Fluss. Mehrfach wurde die Holzbrücke durch Kriege und Hochwasser des Rheins zerstört und musste wieder aufgebaut werden. 1567 wurde eine Trinkwasserleitung von Stein nach Säckingen installiert. Die längste Wiederaufbauphase dauerte infolge Hochwasser von 1570 bis 1590. Damals wurde eine Brückenkapelle eingerichtet. Während des Dreißigjährigen Kriegs wurde sie 1633 zerstört. Den Transport von Waren und Menschen musste für mehrere Jahre eine Rheinfähre übernehmen. Ein erneuter Wiederaufbau erfolgte erst 1650. Im Jahr 1678, während des Holländischen Krieges, wurde die Brücke durch französische Truppen zerstört und 1699 wieder aufgebaut. Im Friede von Lunéville 1801 kam Säckingen vorübergehend in den Besitz des Herzogs von Modena. Gleichzeitig wurde der Hochrhein zur Staatsgrenze, Stadt und Stift Säckingen verloren ihre linksrheinischen Besitzungen. Im Jahr 1806 fielen die ehemaligen vorderösterreichischen Gebiete an das Großherzogtum Baden. Die alte Holzbrücke, die zur Grenzbrücke zwischen Baden und der Schweiz wurde, ging 1869 in den Besitz des badischen Staates über. Im 18. und 19. Jahrhundert wurde die Brücke mehrfach renoviert.

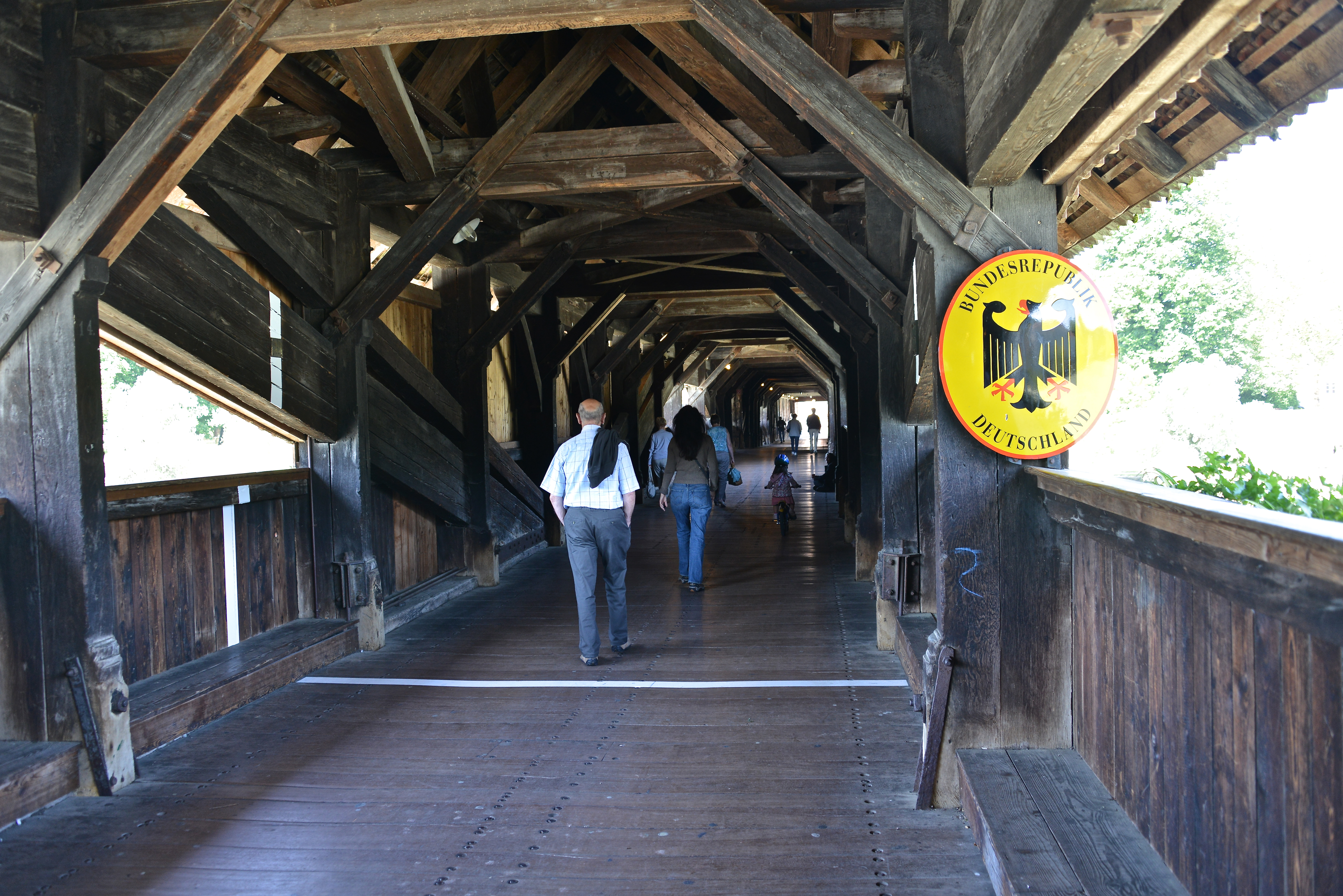
Weißer Strich als Grenzmarkierung in der Mitte der Brücke

Die von Blasius Balteschwiler errichtete Alte Rheinbrücke, wie sie auch genannt wird, wollte man Mitte der 1920er Jahre auch wegen ihres baulichen Zustands zugunsten einer neuen, „verkehrsgerechten“ Brücke abbrechen. Sie diente damals als Reichsstraße Nr. 34 auch dem motorisierten Verkehr. Stattdessen wurde 1926 das besonders schadhafte erste Brückenjoch saniert. Ab 1949 war die Holzbrücke Bestandteil der Bundesstraße 34. Seit 1979 dient die westlich der Holzbrücke gelegene Fridolinsbrücke dem motorisierten Verkehr zur Rheinüberquerung zwischen Deutschland und der Schweiz (die Straßenbrücke ist Teil der deutschen Bundesstraße 518). Die Holzbrücke ging damals wieder in den Besitz der Stadt Bad Säckingen über (Träger der Straßenbaulast) und wird seitdem ausschließlich als Rad- und Fußweg genutzt. Trotz dieser Besitzverhältnisse liegt die Hälfte der Brücke auf Schweizer Gebiet, denn die Rheinmitte und somit die Mitte der Brücke ist die Staatsgrenze zwischen der Bundesrepublik Deutschland und der Schweizerischen Eidgenossenschaft. Dies wird in der Brückenmitte durch einen weißen Strich markiert.
Zwischen 1960 und 1963 wurden die alten gemauerten Pfeiler durch tiefer gegründete, mit Naturstein verkleidete Betonpfeiler ersetzt, da durch den Kraftwerksneubau in Bad Säckingen der Wasserspiegel um mehr als drei Meter sank und die Flusssohle vertieft wurde. Im Jahr 2014 wurde im Rahmen einer Sanierung bekannt, dass die steinernen Brückenpfeiler bis in den Oktober 2014 dauerhaft mit Sprengstoff bestückt waren. Die Schweizer Armee hätte so im Verteidigungsfall nur Zünder einsetzen müssen, um die Brücke zu sprengen. Zuletzt war eine Sprengladung von vermutlich mehreren hundert Kilogramm TNT in die Brücke verbaut.
Während des Pfingsthochwassers 1999 wurde die Brücke beinahe durch Treibholz beschädigt.
Am 4. September 2008 haben die Deutsche Post (70 Cent) und die Schweizer Post (1 Franken) die Holzbrücke zwischen Bad Säckingen und Stein mit einer Gemeinschaftsausgabe in Form einer Briefmarke gewürdigt.
Am 2. September 2009 war die Sperrung für Motorfahrzeuge ein paar Stunden unterbrochen. Für die Dreharbeiten des Spielfilms Der böse Onkel von Urs Odermatt erlaubte die Stadt Bad Säckingen die Inszenierung eines Verkehrsstaus mit über drei Dutzend Autos auf der Holzbrücke.
Nach einer Sanierung im Jahr 2014 war die Brücke Baden-Württembergisches Denkmal des Monats April 2015. Nach ersten Bestrebungen im Jahre 2004 und Verhandlungen juristischer und diplomatischer Ebene seit 2007 erfolgte anlässlich des 450-jährigen Jubiläums im Juni 2023 eine Anpassung des Grenzverlaufes zwischen Deutschland und der Schweiz. Im Staatsvertrag zwischen dem Kanton Aargau und dem Großherzogtum Baden vom 17. September 1808 war der bisherige Landesgrenze Talweg nach der  Lage der Rheintiefpunkte festgelegt gewesen. Durch ständig ändernde Strömungsverhältnisse, die keine festen Vermessungspunkte zulassen, wurde die Rheinmittellinie als Staatsgrenze festgelegt. Damit verschob sich die Grenze zugunsten Deutschlands um 8,2 Meter und läuft nun statt bei Meter 102  bei Meter 110 durch die Brücke. Der bisherige mit einem weißen Strich gekennzeichneten Grenzverlauf wird mit einem historischen Landesgrenzstein von 1810 markiert. Bereits im Jahre 2013 kam die nahegelegene Fridolininsel durch eine Grenzänderung vollständig zum deutschen Hoheitsgebiet.

## Beschreibung
Da die Pfeiler Ende des 16. Jahrhunderts nur bei Niedrigwasser flach gegründet werden konnten, ergab sich deren Lage aus der Wasserführung des Rheins und den lokalen Baugrundverhältnissen. Dies führte zu einem S-förmigen Grundriss mit unregelmäßigen Spannweiten und einem deutlichen Mehraufwand bei dem hölzernen Überbau. Die sieben Öffnungen besitzen Stützweiten von 29,10 − 31,10 − 26,21 − 26,61 − 21,19 − 23,14 und 28,06 Meter. Die Tragkonstruktion der einzelnen Felder weist ein hölzernes Hängewerk auf. Das 3,4 bis 5,0 Meter breite Bauwerk wurde mit rund 520 m³ Eichen- und Fichtenholz hergestellt.
Das Satteldach ist mit Biberschwanzziegel gedeckt. Auf dem von Säckingen her zweiten Pfeiler ruht auf beiden Flussseiten je eine kleine polygonale Fachwerkkapelle, deren oberseitige eine farblich gefasste Figur des heiligen Franz Xaver enthält; auf dem vierten Pfeiler ruht oberseitig ein weiteres mit Pultdach versehenes Kapellchen, in dem sich eine barocke ebenfalls farbig gefasste Figur des „Brückenheiligen“ Johannes Nepomuk befindet.